# Virginia (Illinois)
Virginia è un comune degli Stati Uniti d'America, situato nell'Illinois, nella contea di Cass, della quale è anche il capoluogo.